# 위스콘신 대학교-밀워키
위스콘신 대학교-밀워키(University of Wisconsin–Milwaukee, UWM)는 미국 위스콘신주 밀워키에 위치한 공립 도시 연구형 대학이다. 밀워키 도심지역 최대의 대학교이며 위스콘신 대학교 시스템의 일부이다. 2개의 박사 학위 수여 공립 대학교들 중 하나이며 위스콘신주에서 2번째로 큰 대학교이다.
이 대학교는 14개 학교와 칼리지로 구성되며 여기에는 미국 내 육수학 부문이 포함된다.

## 같이 보기
- Einstein@Home